# باول شيرين
باول شيرين (بالإنجليزية: Paul Sheerin)‏ (28 أغسطس 1974 بإدنبرة في المملكة المتحدة - ) هو مدرب كرة قدم ولاعب كرة قدم بريطاني في مركز الوسط. شارك مع منتخب اسكتلندا تحت 21 سنة لكرة القدم. أما مع النوادي، فقد لعب مع سانت جونستون ونادي أبردين ونادي أوسترسوند ونادي إنفرنيس ونادي ساوثهامبتون ونادي سلتيك ونادي ألوا أثليتيك ونادي اربوراث ونادي آير يونايتد.

## وصلات خارجية
- باول شيرين على موقع قاعدة بيانات كرة القدم.إي يو (الإنجليزية)
- باول شيرين على موقع Soccerbase.com (لاعب) (الإنجليزية)
- باول شيرين على موقع Soccerbase.com (مدرب) (الإنجليزية)